# Bathygnathia magnifica
Bathygnathia magnifica är en kräftdjursart som beskrevs av Moreira 1977. Bathygnathia magnifica ingår i släktet Bathygnathia och familjen Gnathiidae. Inga underarter finns listade i Catalogue of Life.